# Um Auto de Gil Vicente
Um Auto de Gil Vicente é uma peça de Almeida Garrett de 1838. 
Garrett é considerado, depois de Gil Vicente, o maior autor dramaturgo que Portugal pôde presenciar. A peça foi representada pela primeira vez no teatro da Rua dos Condes, em 1838. Ela se divide em 3 atos e possui um prefácio de extrema importância, que foi escrito pelo próprio Almeida Garrett. O prefácio é um indício da preocupação de se historicizar o teatro genuinamente português, afastá-lo das influências francesas ou italianas. Por isso o personagem é Gil Vicente. Também é colocado no prefácio como temática o enfraquecimento da arte dramática em Portugal. “O teatro é um grande meio de civilização, mas não prospera onde a não há. Não têm procura dos seus produtos enquanto o gosto não forma os hábitos e com eles a necessidade.”  Daí a importância de Gil Vicente para a obra, por ser o fundador do teatro português. O Auto de Gil Vicente é uma obra desenvolvida de modo a enriquecer certas lacunas nas artes dramáticas portuguesas, possibilitando a abordagem do Teatro dentro do teatro. 

## Enredo
Com o intuito de comemorar a partida de D. Beatriz a Sabóia, onde se casaria com Carlos III, Gil Vicente planeja a atuação de sua peça Cortes de Júpiter e é em volta desse fato que a trama da peça se desenvolve. Trata-se de uma intensa tentativa de paixão entre a infanta D. Beatriz e o poeta Bernardim Ribeiro. Com o auxílio de Paula Vicente, Bernardim se disfarça de moura para que num dado momento da peça pudesse se despedir de D. Beatriz.

## Personagens
A obra inclui como personagens:
- Bernardim Ribeiro: Bernardim ama D. Beatriz prometida para se casar com Carlos de Sabóia. Este Romance é responsável por evocar o trágico e o sublime.
- Garcia de Resende: um poeta que se posiciona diferente no Antigo Regime e no Absolutismo Monárquico, ou seja, se relaciona directamente com o poder.
- Gil Vicente: o dramaturgo é autor da peça "Cortes de Júpiter", preparada para festejar o casamento de D. Beatriz, filha de D. Manuel I e representada dentro da peça Um auto de Gil Vicente.
- Paula Vicente: é um bom objecto de estudo para o feminismo. A filha de Gil Vicente tem certa nobreza de carácter. Ela ama Bernardim Ribeiro, mas, mesmo assim, ajuda D. Beatriz que também o ama. Além de ser uma figura virtuosa e que contesta as coisas, é artista e ajuda Gil Vicente sendo uma figura importante para o sucesso que ele se torna no teatro.
- Pêro Sáfio: actor da companhia de Gil Vicente e enamorado de Paula Vicente. Funciona como uma espécie de "gracioso" do teatro setecentista, ana sua relação directa com o público (apartes), mas também capaz de fazer solilóquios profundos.
- Rei D. Manuel I: para evocar um passado de grandezas de um passado português, não só uma grandeza material, mas também no teatro nacional. Almejava um teatro tipicamente português. Além disso, a arte, nesse período de mecenato, era responsável por embelezar a corte.
- D. Beatriz: personagem da peça, "Cortes de Júpiter", e a rainha, é comprometida e não pode casar com o poeta de "Menina moça" por razões de Estado.